# پدکارپوس اریستولاتوس
پدکارپوس اریستولاتوس (نام علمی: Podocarpus aristulatus) نام یک گونه از سرده کاج بودا است.